# المرتفعات التايلندية
المرتفعات التايلاندية أو تلال شمال تايلاند هي منطقة طبيعية جبلية في شمال تايلاند. وسلاسلها الجبلية هي جزء من نظام التلال الممتدة عبر لاوس وبورما والصين وترتبط مع الهيمالايا التي قد تعتبر تلال سفحية.
المرتفعات في شمال تايلاند تتميز بشكل عام بنمط ذو تلال شديدة الانحدار وأحواض بين الجبال وأفلاج رسوبية. متوسطة الإزتفاع بشكل عام، فهي أعلى قليلاً من 2,000 متر (6,600 قدم) عند أعلى قممها. وتوجد مجموعة نطاقات ذات ارتفاعات تتراوح بين 200 و 500 متر (660 و 1,640 قدم) فوق مستوى سطح البحر.
وبإتجاه حدود لاو فإن فجوة حوض ميكونغ ترتفع للأعلى ولديها قمم ارتفاعها أحيانا يفوق 1,500 متر (4,900 قدم) مع جداول تتدفق في أودية ضيقة شديدة الانحدار.
بعض مناطق المرتفعات تملك كثافة سكانية بسيطة.

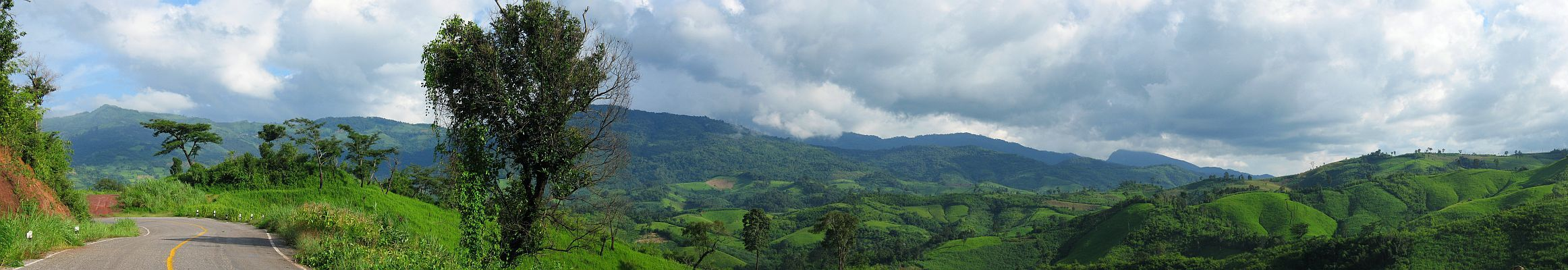
دوي فو تشي فا، في محافظة تشيانغ راي